# Tamiasciurus
Tamiasciurus es un género de roedores esciuromorfos de la familia Sciuridae. Incluye a dos especies de ardillas autóctonas de los bosques de América del Norte.

## Especies
Se conocen tres especies.
- Tamiasciurus douglasii
- Tamiasciurus hudsonicus
- Tamiasciurus mearnsi (antes incluida en T. douglasii)